# Reparaturbonus
Der Reparaturbonus ist eine staatliche Subvention für die Reparatur von Gebrauchtwaren im Besitz von Privatpersonen. Er dient der Förderung der Nachhaltigkeit. Je nach Land umfasst die Subvention verschiedenartige Reparaturen – während der Bonus in Deutschland nur für die Reparatur von Elektrogeräten gezahlt wird, umfasst er in Frankreich und Österreich beispielsweise auch die Reparatur von Fahrrädern, in Frankreich auch die Reparatur von Schuhen und Bekleidung. In Frankreich und Österreich existiert der Reparaturbonus landesweit, in Deutschland und der Schweiz nur in einzelnen Bundesländern und Landkreisen.

## Deutschland
Die Einführung eines landesweiten Reparaturbonus für Elektro- und Elektronikgeräte wurde bereits 2023 parteiübergreifend von der Verbraucherschutzministerkonferenz gefordert. Jedoch ist die Einführung eines landesweiten Reparaturbonus nach Auskunft der Bundesregierung vom Juni 2024 nicht geplant.

### Berlin
Seit dem 17. September 2024 kann die Reparatur von Elektrogeräten gefördert werden. Es werden 50 % der Reparaturkosten übernommen, maximal jedoch 200 Euro. Bei Reparaturen in einem Repair-Café wird der Kauf von Ersatzteilen sogar zu 100 % gefördert. Antragsberechtigt sind alle natürlichen Personen mit Hauptwohnsitz in Berlin und einem Mindestalter von 18 Jahren. Die Antragstellung war zunächst bis zum 31. Dezember 2024 möglich.  Am 18. Januar 2025 startete eine weitere Förderperiode. Ende Juni 2025 wurde mitgeteilt, die Mittel für 2025 seien aufgebraucht.

### Bielefeld
Der Zuschuss pro Reparatur beträgt 50 % der Kosten, maximal 150,00 € pro Gerät. Inhaberinnen und Inhaber des Sozialausweises Bielefeld Pass werden mit 100 % der Reparaturkosten, maximal 300,00 €, gefördert. Gefördert wird die Reparatur von Haushalts- und Elektrogeräten.

### Landkreis Miltenberg
Hier gibt es seit Oktober 2022 einen Reparaturbonus. Der Reparaturbonus wird gestaffelt gewährt. Je nach Höhe der Reparaturrechnung gibt es 20 Euro (bei einer Reparaturrechnung bis 150 Euro) oder 40 Euro. Der Zuschuss beträgt dabei maximal 25 Prozent der Rechnungssumme. Förderfähig sind Mindestrechnungssummen ab 50 Euro.

### Sachsen
Seit dem 3. November 2023 konnte die Reparatur von Elektrogeräten gefördert werden. Es wurden 50 % der Reparaturkosten übernommen, maximal jedoch 200 Euro. Antragsberechtigt waren alle natürlichen Personen mit Hauptwohnsitz in Sachsen und einem Mindestalter von 18 Jahren.
Im März 2025 wurde ein Antrag auf Fortführung des Reparaturbonus in Sachsen durch einen Beschluss des Landtags abgelehnt. Daher wurde der Reparaturbonus eingestellt.

### Landkreis Starnberg
Seit 2022 kann die Reparatur von Elektrogeräten gefördert werden. Der Bonus beträgt 20 % der Reparaturkosten, maximal jedoch 50,00 € je antragsberechtigter Person und Jahr. Antragsberechtigt sind alle Personen mit Hauptwohnsitz im Landkreis Starnberg.

### Thüringen
Bei Reparaturen durch einen Gewerbebetrieb beträgt der Bonus 50 Prozent des Bruttobetrages der Reparaturrechnung. Bei Reparaturen in Repair-Cafés erhält man 100 Prozent der Kosten für das verbaute Ersatzteil. Jede Person kann maximal 100 Euro pro Kalenderjahr erhalten. Aktuell (Ende Oktober 2024) sind die Fördermittel ausgeschöpft, so dass keine Antragstellung mehr möglich ist. Seit Mitte Juni 2025 ist eine Antragstellung wieder möglich.

## Frankreich
In Frankreich werden Reparaturen seit Dezember 2022 mit Festbeträgen gefördert – beispielsweise wurde eine Reparatur bei einem Staubsauger mit zunächst 40 Euro gefördert, bei einer Waschmaschine mit 25 Euro und bei einem Fernsehgerät mit 30 Euro. Auch die Reparatur von Schuhen und Kleidungsstücken wird seit November 2023 gefördert. Verbraucherinnen und Verbraucher suchen sich einen zugelassenen Reparaturbetrieb mit dem Label QualiRépar. Der Betrag für den Bonus wird gleich von der Rechnung abgezogen und muss nicht vorgestreckt werden. Später wurden weitere Produktkategorien in das Bonussystem aufgenommen, wie beispielsweise Möbel, Werkzeug, Sportartikel und Fahrräder.
Das Geld für den Reparaturbonus kommt von den Unternehmen selber, da diese gesetzlich verpflichtet sind, ihn zu finanzieren und das Geld durch ein Non-Profit-Unternehmen verwalten zu lassen. Für die Bekleidungs- oder Schuhindustrie ist das Re_Fashion.
2025 wurde die Zuschüsse für manche Geräte erhöht – so wird die Reparatur einer Waschmaschine mit 50 Euro gefördert und die eines Fernsehers mit 60 Euro.

## Österreich
Ende 2017 startete Graz als erste Stadt in Österreich mit einem Reparaturbonus. Ein Jahr später führte Oberösterreich als erstes Bundesland eine finanzielle Förderung für Reparaturen ein. In der Folge zogen die Steiermark, Niederösterreich, Salzburg und Wien nach.
Am 26. April 2022 führte Österreich als erstes europäisches Land einen landesweiten Reparaturbonus für Elektrogeräte ein.
Mit Stand Ende 2024 beträgt die Förderung 50 % der förderungsfähigen Brutto-Kosten, maximal jedoch 200 Euro für eine Reparatur, Service oder Wartung. Die Förderungsaktion richtet sich ausschließlich an Privatpersonen mit einem Hauptwohnsitz in Österreich. Neben der Reparatur von Elektrogeräten ist auch die Reparatur und Wartung von Fahrrädern förderungsfähig.
Der Reparaturbonus wurde im Mai 2025 gestoppt, soll jedoch im Laufe des Jahres zurückkehren, sagte Landwirtschaftsminister Norbert Totschnig.

## Schweiz

### Zürich
Mit einem dreijährigen Pilotprojekt in Zürich soll der Zugang zu Reparaturen vereinfacht und finanziell mit einem Reparaturbonus unterstützt werden. Der Zuschuss zu den Reparaturkosten beträgt maximal 100 Franken pro Kalenderjahr und Person, jedoch maximal 50 Prozent der Reparaturkosten. Der Bonus kann von Privatpersonen mit Wohnsitz in Zürich in Anspruch genommen werden. Der Pilotversuch soll Anfang 2026 starten. Förderungsfähig ist die Reparatur von Elektronikgeräten, Textilien und Möbeln. Während des Pilotversuchs werden Daten zur Art und Anzahl der Reparaturen sowie zur Abwicklung erfasst, um zu einem späteren Zeitpunkt über die Weiterführung des Angebots zu entscheiden.